# Jüdischer Friedhof Dünsbach

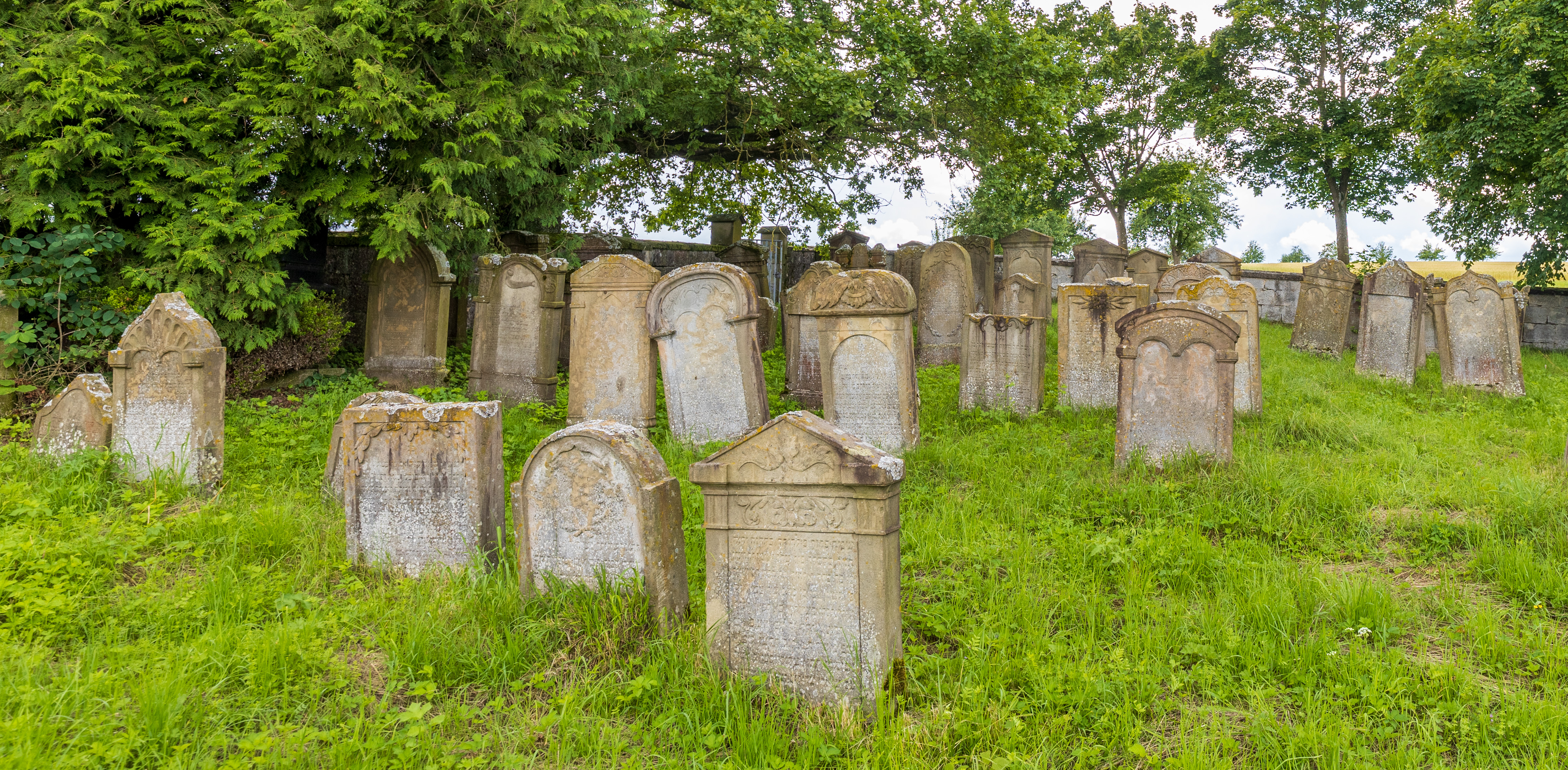
Der Jüdische Friedhof Dünsbach

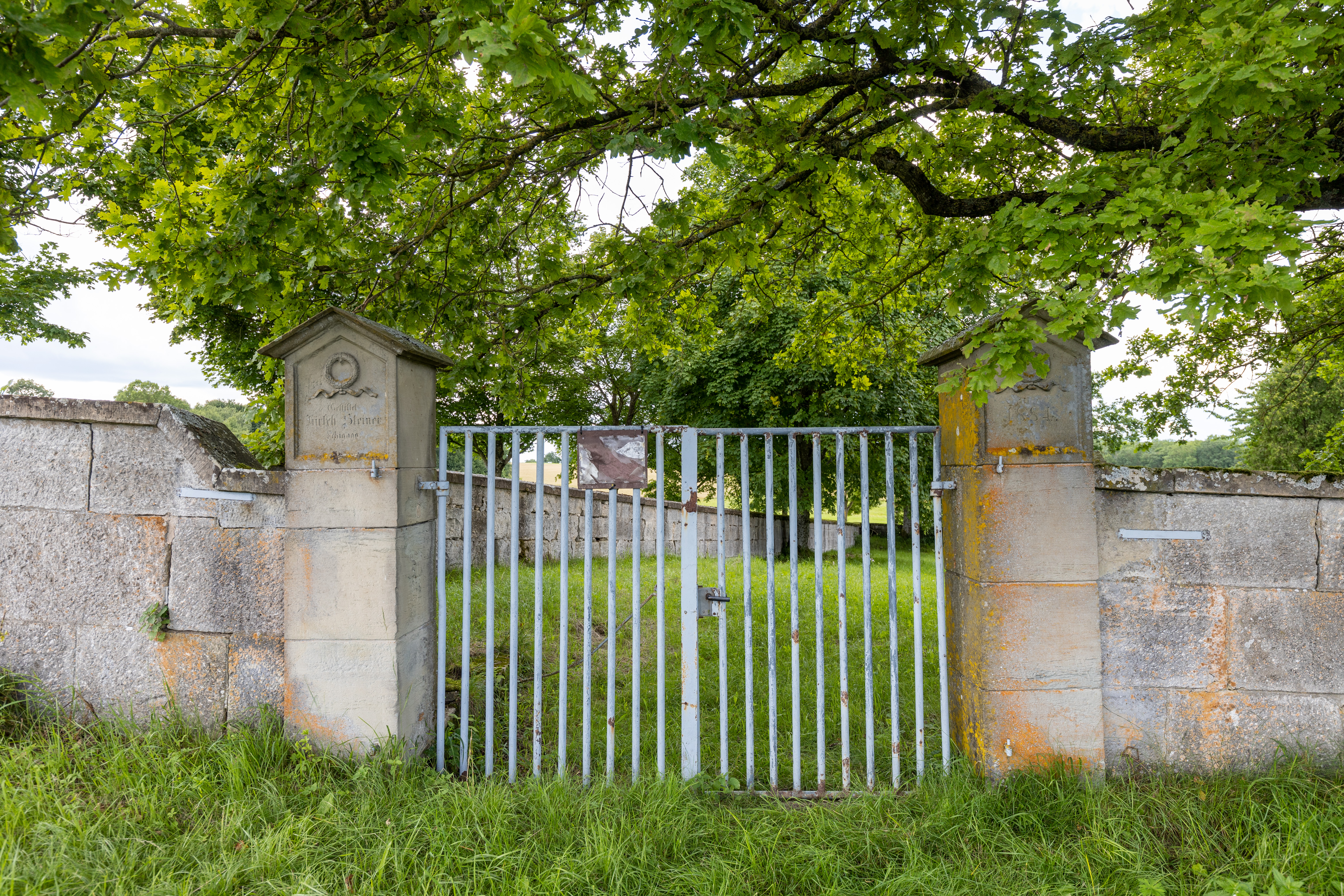
Eingangstor mit Nennung des Stifters „Hirsch Steiner aus Schigago“

Der Jüdische Friedhof Dünsbach ist ein jüdischer Friedhof in Dünsbach, einem Stadtteil von Gerabronn im Landkreis Schwäbisch Hall im nördlichen Baden-Württemberg.
Die Toten der jüdischen Gemeinde Dünsbach wurden vermutlich zunächst auf dem Jüdischen Friedhof Braunsbach oder auf dem Verbandsfriedhof in Schopfloch (Landkreis Ansbach, Bayern) beigesetzt. 1823 legte die Gemeinde einen eigenen Friedhof an. Laut Inschrift am Eingangstor stiftete „Hirsch Steiner aus Schigago“ 1884 die Umfangsmauer. Der jüdische Friedhof hat eine Fläche von 10,62 Ar, heute sind noch 76 Grabsteine vorhanden. Der älteste Grabstein ist von 1825, der jüngste von 1933.
Auch die in Gerabronn verstorbenen Juden wurden auf dem Dünsbacher Friedhof beigesetzt.